# Lipiany (stacja kolejowa)
Lipiany – nieczynna stacja kolejowa w Lipianach, w województwie zachodniopomorskim, w Polsce.